# DKW F89
De DKW F89 was in 1950 de eerste auto van de nieuw opgerichte Auto Union in West-Duitsland en werd verkocht onder de naam "Meisterklasse". 

## Geschiedenis
De DKW "Meisterklasse" had de carrosserie van de DKW F9 die was gepland voor 1940. De carrosserie was van plaatstaal. Chassis, wielophanging en motor waren afkomstig van de DKW F8, wat tot uitdrukking kwam in de modelnaam: F8-9: motor van de F8, carrosserie van de F9.
In tegenstelling tot de F8 werd de tweetaktmotor vóór de vooras gemonteerd, de radiateur erachter. De auto werd gekenmerkt door een laag luchtweerstandscoëfficiënt (cw- waarde) van 0,34 en de vakpers prees de hoge rijveiligheid vanwege de voorwielaandrijving, de hydraulisch bediende trommelremmen (voor duplex) en de zwevende achteras, een starre as aan duwstangen en een hooggeplaatste dwarse bladveer. 
De auto liep van de band in de voormalige Wapenfabriek II die was overgenomen van Rheinmetall-Borsig in Düsseldorf-Derendorf, nadat Auto Union haar productiefaciliteiten in de Sovjet-bezettingszone verloor. 

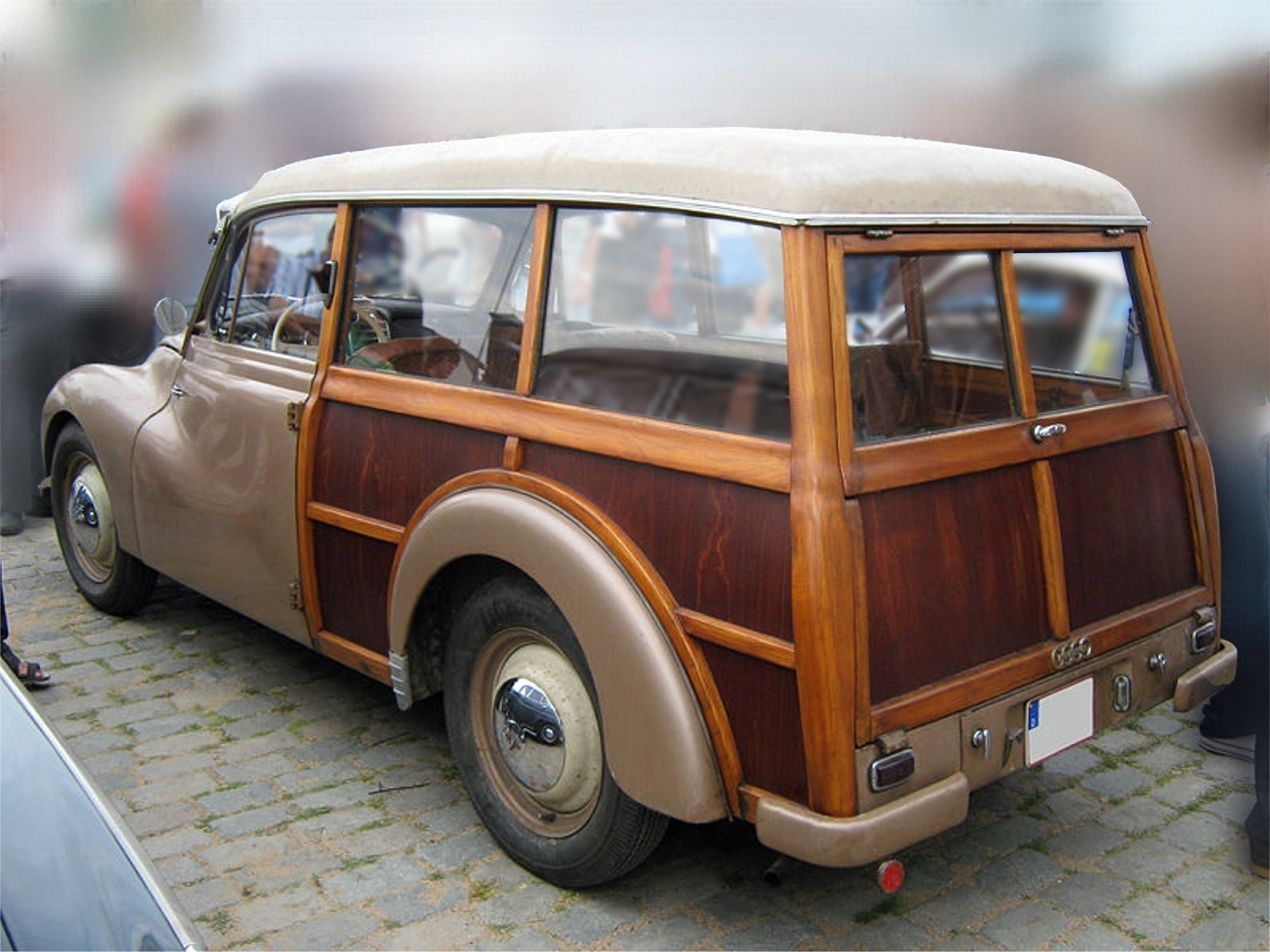
DKW F89 U "Universal"

In oktober 1951 volgde een combi die werd aangeduid als de F89 U "Universal" met een gemengde hout-stalen opbouw, die in maart 1953 werd vervangen door een volledig stalen carrosserie. 
Tot het einde van de productie in april 1954 werden 59.475 sedans en 6.415 combi's gebouwd. Karmann in Osnabrück produceerde 5.010 vierzits cabriolets, Hebmüller in Wülfrath bouwde in kleine aantallen tweezits cabriolets en coupé's. 
Met de techniek van de F89 verscheen ook een bestelwagen met de naam F89 L: de DKW Schnellaster. 

### Joegoslavische productie
In Joegoslavië werden in de jaren vijftig en zestig in Novo mesto verschillende DKW-modellen, waaronder de F89, geproduceerd onder licentie van het Sloveense Moto Montaža (later IMV, nu Revoz D.D.).

### "Zustermodel" in de DDR
Parallel aan de DKW F89 werd in de DDR op de oude locatie van Auto Union in Zwickau vanaf 1950 de (op de grille en motor na) identieke IFA F9 in serie gebouwd. Deze was al wel uitgerust met een driecilinder motor. Tot 1956 werden 40.663 stuks geproduceerd. Naast de tweedeurs sedan werden combi's en cabriolets vervaardigd.
Modellen voor 1945:
Type P · 
4=8 (V 800/V 1000/Sonderklasse/Schwebeklasse) · 
F1 · 
F2 · 
F4 · 
F5 · 
F7 · 
F8 · 
F9 (prototype)
Modellen na 1945:
F10 · 
Meisterklasse (F89) · 
Sonderklasse (F91) · 
3=6 (F93/94) · 
Monza · 
Junior · 
F11/F12 · 
F102
Terrein- en bedrijfswagens:
Munga (F91/4) · 
DKW Schnellaster · 
DKW F 1000 L
Merknaam Auto Union:
1000 · 
1000 Sp
Afgeleide modellen:
IFA F8 · 
IFA F9 · 
Audi F103